# Estació per a dos
Estació per a dos (en rus: Вокзал для двоих [Vokzal dlia dvoïkh]) és una història d'amor de 1982, del gènere comèdia melodramàtica, dirigida per Eldar Riazànov. La pel·lícula va esdevenir la primera en recaptació de 1983 amb un total de 35.8 milions d'entrades venudes. Va participar el 1983 al Festival Internacional de Cinema de Canes.

## Argument
Hi ha tres protagonistes principals en aquesta pel·lícula: Vera, una cambrera; Platon, un pianista; i... una estació de tren, on aquestes dues persones es van conèixer. Les diferències de caràcters i de professió dels personatges, la difícil situació en la qual es va trobar en Platon (que va ser detingut i sotmès a interrogatori) desencadena una sèrie de situacions divertides i dramàtiques que serveixen de teló de fons per al desencadenament del seu amor. Platon és innocent del delicte del que és acusat. Ell es va limitar a prendre la culpa de la conducció de la seva esposa sobre un vianant. Però això solament ho sap l'esposa de Platon i Vera en qui ell ha confiar. Tanmateix, després que es va saber el veredicte, la vida de Platon ja no interessa a la seva esposa, i Vera està disposada a esperar la seva alliberació.

## Repartiment
- Liudmila Gúrtxenko, Vera Nikolàievna Nefiódova, cambrera
- Oleg Bassilaixvili, Platon Serguéievitx Riabinin, pianista
- Nikita Mikhalkov, Andrei, revisor de trens
- Nonna Mordiukova, "Oncle Mixa"
- Mikhaïl Kónonov, Nikolaixa, policia
- Anastassia Voznessénskaia, Iúlia, empleada d'hotel
- Aleksandr Xírvindt, Alexandr Anatólievitx (Xúrik), pianista
- Tatiana Dóguileva, Marina, empleada d'hotel
- Olga Vólkova, Violetta, cambrera
- Raïsa Étuix, Liuda, cambrera
- Víktor Bortsóv, visitant borratxo del restaurant
- Anatoli Skoriakin, guardià del camp
- Al·la Budnítskaia, Maixa, muller de Platon, presentadora del temps
- Eldar Riazànov, supervisor de ferrocarril

## Festivals i premis
- 1983 - XVI Festival de Cinema de l'"All-Union" a Leningrad: Premi a la millor actriu (Liudmila Gúrtxenko), Premi a la contribució al desenvolupament de la comèdia soviètica (Eldar Riazànov)
- 1983 - "Millor pel·lícula de l'any" i "Millor actriu de l'any" en una enquesta de la revista "Sovietski ekran" ("Pantalla soviètica")
- 1984 - Premi dels crítics "Sirena de Varsòvia" a la millor pel·lícula estrangera de l'any a Polònia.